# 何端
何端，贵州遵义人，中国近代政治人物。
民国14年（1925年），擔任中华民国遵义府婺川縣縣長。后由陸聯捷接任。